# Super Smash Bros.
Super Smash Bros. — игра-кроссовер в жанре файтинга из серии Super Smash Bros., разработанная компанией HAL Laboratory, Inc., и изданная компанией Nintendo на игровой приставке Nintendo 64. Впервые игра была выпущена 21 января 1999 года в Японии, затем 26 апреля в Северной Америке, и 19 ноября — в Европе. Первая часть серии Super Smash Bros. представляет собой кроссовер между несколькими различными играми Nintendo, такими как серии Mario, The Legend of Zelda, Star Fox, Yoshi, Donkey Kong, Metroid, F-Zero, Mother, Kirby и Pokémon. Она представляет собой набор персонажей и локаций из этих франшиз и позволяет игрокам использовать уникальные навыки каждого персонажа для нанесения урона противникам для их ослабления и дальнейшего выбивания с арены.

## Игровой процесс
Игра представляет собой файтинг с персонажами различных игровых серий Nintendo. Сам геймплей довольно сильно отличается от других игр данного жанра, как Street Fighter и Mortal Kombat, так как цель игры не только лишить оппонента всех очков здоровья, но и выкинуть оппонента за пределы арены. Сами же арены намного больше и отличаются друг от друга в плане строения. Арены похожи на гигантские парящие платформы с дополнительными малыми парящими платформами. Каждый персонаж имеет способность восстанавливаться, делать двойной прыжок и использовать интерактивные объекты из ящиков, как то: винтовка, черепаший панцирь, бомба и световой меч. Для нанесения специальной атаки игроку нужно выбрать направление и нажать кнопку «B» на геймпаде.
В игре есть несколько режимов: Одиночная игра (в последующих играх серии называемый Классическим режимом), Мультиплеер и Тренировка.
Одиночная игра состоит из нескольких поединков с компьютерным оппонентом. В перерывах между поединками есть дополнительные уровни, где игрок должен разбить как можно больше мишеней, раскиданных по уровню, или добраться до платформ, расположенных в труднодоступных местах. В конце игрок должен сразиться с финальным боссом — Главной рукой (англ. Master Hand).

## Персонажи
Всего в игре 12 персонажей: 8 доступны с самого начала, а 4 должны быть разблокированы.
| Персонаж       | Вселенная             | Доступность |
| Марио          | Mario                 | Доступен сначала |
| Пикачу         | Pokemon               | Доступен сначала |
| Донки Конг     | Donkey Kong           | Доступен сначала |
| Линк           | The Legend of Zelda   | Доступен сначала |
| Самус Аран     | Metroid               | Доступен сначала |
| Йоши           | Mario, Yoshi          | Доступен сначала |
| Кирби          | Kirby                 | Доступен сначала |
| Фокс МакКлауд  | Star Fox              | Доступен сначала |
| Луиджи         | Mario                 | Нужно пройти мини-игру «Разбить дощечки» за всех 8 доступных персонажей                                                      |
| Капитан Фэлкон | F-Zero                | Нужно пройти режим одиночной игры в пределах 20 минут за одного из персонажей и победить его на уровне «Планета Зебес».      |
| Несс           | EarthBound (Mother 2) | Нужно пройти режим одиночной игры на средней и трудной сложностях с 3 жизнями без продолжения.                               |
| Джигглипафф    | Pokemon               | Нужно пройти режим одиночной игры на любой сложности с одной жизнью без продолжений и победить его на уровне «Саффрон Сити». |

## Сиквелы
Super Smash Bros. стала успешной игрой и породила четыре продолжения: Super Smash Bros. Melee на Nintendo GameCube, Super Smash Bros. Brawl на Wii, Super Smash Bros. 4 для 3DS и Wii U и Super Smash Bros. Ultimate для Nintendo Switch.

## Оценки
| Сводный рейтинг | Сводный рейтинг |
| Агрегатор       | Оценка          |
| --------------- | --------------- |
| GameRankings    | 78,81 %         |
| Metacritic      | 79/100          |

Игра получила 79 баллов из 100 на Metacritic